# 雞蛋花屋
緬梔屋（或譯雞蛋花屋）是斯里兰卡总理的官邸，位于斯里兰卡首都科伦坡。最近几任总统也把緬梔屋作为自己的官邸。目前的使用者為前總理拉尼尔·维克勒马辛哈。

## 历史
緬梔屋的历史可以追溯到19世纪早期，几个著名的英国管理人员和贸易商都曾經擁有過。 1830年至1834年间，樹廟由英国公务员锡兰肉桂部部長胡伯莊 (John Walbeoff) 拥有。
1848年由錫蘭醫生及《科倫坡觀察報》老闆克里斯托弗·艾略特买下。 樹廟亦曾經是马特萊叛亂的前線據點。
1856年由约翰·菲利普·格林買下，並在同年命名為「緬梔屋」，因平房附近都是雞蛋花。
其後緬梔屋被英屬锡兰政府购买，并成为了布政司官邸。 1948年後成为锡兰总理官邸，斯蒂芬·森纳那亚克成為首位入住官邸的總理，但部分总理更愿意留在私人寓所，因此緬梔屋只處理政務，如所罗门·班达拉奈克和拉尼尔·维克勒马辛哈。
緬梔屋在现代斯里兰卡历史佔有頗大的篇幅。1962年錫蘭政变，高级警察试图奪權，而緬梔屋則成為首要目标。 驻扎在該處的装甲车被撤走，以便锡兰炮兵部队接管。 然而，这次政变被警察刑事调查局和锡兰皇家海军的内部安保人员阻挠，並牢牢守著緬梔屋。政變失敗後，政變領導者被帶往緬梔屋中受審。
1971年4月4日，暗杀西丽玛沃·班达拉奈克的阴谋被揭露后，總理逃往緬梔屋暫避，此後亦爆發起義。起義期間多名高級政府官員均逃往緬梔屋，該處亦因此成為對抗起義的主要指揮中心。
自上世纪70年代以来，緬梔屋被严密保護。斯里蘭卡內戰期間，附近多條道路和交通聯繫被切斷。
緬梔屋為统一国民党所有總理的官邸。1994年后，斯里兰卡自由党的多名总统将緬梔屋作為寓所，總理的官邸則為維遜派雅。
2018年10月，斯里蘭卡爆發憲制危機，被廢總理维克勒马辛哈佔據雞蛋花樹，但外界質疑其仍否能夠居住在總理官邸內，有聲音要求其離開。

## 歷來使用者
- 1948年－1952年：斯蒂芬·森纳那亚克
- 1952年－1956年：達德利·森納那亞克
- 1956年－1959年：所羅門·班達拉奈克
- 1959年－1960年：維賈雅南達·達哈納亞克
- 1960年：達德利·森納那亞克
- 1960年－1965年：西麗瑪沃·班達拉奈克
- 1965年－1970年：達德利·森納那亞克
- 1970年－1977年：西麗瑪沃·班達拉奈克
- 1977年－1978年：朱尼厄斯·理查德·賈亞瓦德納
- 1978年－1989年：拉納辛哈·普雷馬達薩
- 1989年－1993年：丁吉利·班達·維傑通加
- 1993年－1994年：拉尼爾·維克勒馬辛哈
- 1994年－2001年：錢德里卡·班達拉奈克·庫馬拉通加（總統）；總理居住在私人寓所何樂閣勒
- 2001年－2004年：拉尼爾·維克勒馬辛哈
- 2004年－2015年：馬欣達·拉賈帕克薩（總統）；總理居住在維遜派雅
- 2015－：拉尼爾·維克勒馬辛哈

## 参看
- 斯里蘭卡总理办公室